# A nagy Lebowski
A nagy Lebowski (The Big Lebowski) a Coen testvérek 1997-ben készült filmje. A főszereplő Jeffrey Lebowskit (becenevén Töki) Jeff Bridges, barátját Waltert John Goodman alakítja. A filmet 1998-ban a Berlini Nemzetközi Filmfesztiválon mutatták be.
A néha kuszává váló történet Töki körül forog, aki a nappalijában levizelt szőnyeget szeretné kicseréltetni.
Bemutatása évében a film megbukott, hisz a 15 millió dolláros büdzsé mellett alig 17 milliót hozott az amerikai jegypénztáraknál és a külföldi mozikban sem volt a legnézettebb film. Amint megjelent már VHS formájában a nézettsége és a hírneve is felemelkedett, eredetisége és a benne szereplő gyakran bizarr figurák miatt pedig kultuszfilmmé vált. A film rajongói az Egyesült Államokban 2003 óta megrendezett Lebowski Fest eseménysorozat alkalmával ünneplik minden évben kedvenc filmjüket.

## Szereplők
| Szereplő                          | Színész                | Magyar hang      |
| --------------------------------- | ---------------------- | ---------------- |
| Jeff "Töki" Lebowski              | Jeff Bridges           | Dörner György    |
| Walter Sobchak                    | John Goodman           | Helyey László    |
| Maude Lebowski                    | Julianne Moore         | Náray Erika      |
| Donny                             | Steve Buscemi          | Háda János       |
| Jesus Quintana                    | John Turturro          | Laklóth Aladár   |
| Mr. Lebowski                      | David Huddleston       | Koroknay Géza    |
| Brandt                            | Philip Seymour Hoffman | Kerekes József   |
| Bunny Lebowski                    | Tara Reid              | Kiss Erika       |
| Ulee Kunkel                       | Peter Stormare         | Koncz István     |
| "The Stranger", egyben a narrátor | Sam Elliott            | Jakab Csaba      |
| Jackie Treehorn                   | Ben Gazzara            | Cs. Németh Lajos |